# Нежнурское сельское поселение
Нежнурское сельское поселение — упразднённое муниципальное образование (сельское поселение) в составе Килемарского района Марий Эл Российской Федерации. Административный центр поселения — село Нежнур.

## История
Образовано к 2005 году. В 2022 году сельское поселение упразднено, а все входившие в его состав населённые пункты были включены в городское поселение Килемары.

## Население
| 2010 | 2011 | 2012 | 2013 | 2014 | 2015 | 2016 |
| ---- | ---- | ---- | ---- | ---- | ---- | ---- |
| 445  | ↘443 | ↘439 | ↘423 | ↘400 | ↘393 | ↘369 |
| 2017 | 2018 | 2019 | 2020 | 2021 |      |      |
| ↗373 | ↗384 | ↘373 | ↘358 | ↘287 |      |      |

## Населённые пункты
В состав сельского поселения входили 4 населённых пункта (1 село и 3 деревни):
| № | Населённый пункт | Тип     | Население (чел.) |
| - | ---------------- | ------- | ---------------- |
| 1 | Большой Пинеж    | деревня | 47               |
| 2 | Малый Пинеж      | деревня | 24               |
| 3 | Нежнур           | село    | 362              |
| 4 | Песочное         | деревня | 12               |